# شفران كبيران
في الرئيسيات، وخاصة لدى الإنسان، يعرف الشفران الكبيران أيضًا باسم "الشفاه الخارجية" أو "الشفرين الخارجيين". وهما طيتان جلديتان بارزتان وطويلتان تمتدان إلى الأسفل والخلف من جبل العانة حتى العجان. ويشكلان مع الشفرين الصغيرين الشفرين المكونين للفرج.
الشفران الكبيران متماثلان مع كيس الصفن عند الذكور من الناحية الجنينية والتطورية.

## تشريح
يشكل الشفَران الكبيران الحدود الجانبية للشق الفرجـي، ويحتوي هذا الأخير على الشفَرين الصغيرين، والبظر بما يشمله من الحشفة واللِجَيم، بالإضافة إلى دهليز الفرج، الذي توجد فيه الفتحات الخارجية لمجرى البول والمهبل.
يتميز السطح الخارجي للشفَرين الكبيرين بوجود تصبغات جلدية وغطاء من الشعر المجعّد والكثيف، في حين يكون السطح الداخلي ناعماً ويحتوي على غدد دهنية كبيرة. وتفصل بين السطحين كمية وافرة من النسيج الهالي، والنسيج الدهني، والأنسجة المشابهة لغلالة كيس الصفن، فضلاً عن وجود أوعية دموية وأعصاب وغدد متنوعة.
يتألف الشفران الكبيران من طيات جلدية وطبقة دهنية رقيقة تحتوي على عضلات ملساء. وتغطيهما من الخارج طبقة جلدية مزودة بالشعر، بينما يكون الجلد في الجزء الداخلي رقيقاً وخالياً من الشعر. ويُعد الحفاظ على نظافتهما أمراً مهماً، نظراً لكونهما بيئة مناسبة لتراكم البكتيريا، مما قد يؤدي إلى الإصابة بعدوى الخميرة، أو القمل التناسلي، أو غيرها من الأمراض المنقولة جنسياً التي قد تُسبب انزعاجاً أو مضاعفات صحية.